# Kościół Matki Boskiej Częstochowskiej w Krasowicach
Kościół Matki Boskiej Częstochowskiej – rzymskokatolicki kościół filialny w Krasowicach. Świątynia należy do Parafii Najświętszego Serca Pana Jezusa w Przeczowie, w dekanacie Namysłów zachód, archidiecezji wrocławskiej. Dnia 26 maja 1964 roku, pod numerem 911/64 kościół został wpisany do rejestru zabytków województwa opolskiego.

## Historia kościoła
Kościół prawdopodobnie został wybudowany w 1620 roku, jako świątynia dominującej wówczas na terenie Krasowic i okolic religii ewangelickiej. Przebudowany lub odnawiany był w 1852 roku. Kolejny remont miał miejsce w 1911 roku.

## Architektura i wnętrze kościoła
Kościół jest orientowany, zbudowany na planie krzyża o konstrukcji szachulcowej z wieżą o konstrukcji słupowej, dachem dwuspadowym pokrytym dachówką karpiówka. Otoczony jest cmentarzem. Prezbiterium zostało zamknięte trójbocznie. Ołtarz jest barokowy i pochodzi z 1 połowy XVIII wieku. W centralnej jego części znajduje się obraz Matki Boskiej Częstochowskiej. Do boków prezbiterium przylegają dwie przybudówki z lożami na piętrze. Wnętrze świątyni nakryte jest płaskim stropem. W nawie poprzecznej, na piętrze znajduje się obszerna galeria z tralkowymi balustradami. Zakrystia położona jest od strony północnej kościoła, nad nią znajduje się loża kolatorska z balustradą tralkową. Wieża jest w kształcie kwadratu, w konstrukcji słupowej, szalowana deskami, zwężająca się ku górze, nakrytą hełmem ostrosłupowym pokrytym blachą u której szczytu znajduje się chorągiewka z datą 1911. W wieży znajduje się dzwon, pochodzący z 1657 roku, z napisem „Sebastian Gotz goss mich” („Odlał mnie Sebastian Gotz”). Ambona jest w stylu barokowym i pochodzi z pierwszej połowy XVIII wieku, usytuowana jest na styku transeptu i prezbiterium. Organy oraz ławy pochodzą z XVIII wieku.